# Ned Kelly
Edward Kelly, detto Ned (Victoria, 3 giugno 1855 – Melbourne, 11 novembre 1880), è stato un criminale australiano.
La storia di Ned Kelly continua a dividere gli australiani, fra chi lo venera come un locale Robin Hood, che combatteva l'establishment difendendo i poveri e gli oppressi, specialmente irlandesi, e chi lo considera semplicemente come un ladro di cavalli e violento criminale.

## Biografia
Era di origine australo-irlandese, figlio di un galeotto irlandese di nome John Kelly. Alla fine dell'Ottocento si ribellò, insieme a suo fratello Dan Kelly e ai suoi amici Joe Byrne e Steve Hart (la "Kelly Gang"), alle ingiustizie sofferte dai suoi compaesani per mano della polizia della colonia britannica di Victoria. Kelly fu un personaggio che lasciò un segno nella sua terra e l'unico fuorilegge che tenne in ostaggio una città per tre giorni. Dopo una serie di rapine in diverse banche riuscì per anni a sfuggire all'arresto, finché con la banda di cui faceva parte anche il fratello Dan, fu intrappolato nella boscaglia a Glenrowan nel giugno 1880. Nella sua ultima sfida, indossando un'armatura artigianale e un elmo cilindrico, avanzò verso la polizia sparando con due fucili: fu ferito alle braccia, alle gambe e all'addome, prima di essere arrestato.
Kelly fu catturato il 28 giugno dopo una sparatoria, nella quale furono invece uccisi Dan Kelly, Byrne e Hart. Dopo la sua condanna a morte, si formò un massiccio movimento per salvargli la vita, con riunioni pubbliche, cortei alla luce di torce, delegazioni al governatore e una petizione con 32.000 firme. Il governatore, tuttavia, fu irremovibile e l'impiccagione venne eseguita l'11 novembre 1880. Kelly morì all'età di 25 anni, davanti alla prigione di Melbourne e alla presenza di una folla di cinquemila persone. Le sue ultime parole, secondo testimoni, furono: "Such is life" ("Così è la vita"). Il suo corpo decapitato fu sepolto in una fossa senza nome e mezzo secolo dopo i resti furono trasferiti, insieme con quelli di altri prigionieri, nelle vicinanze della prigione di Pentridge. Nel 2013 i resti di Ned sono stati sepolti nel cimitero di Greta (Australia), vicino alla tomba di sua madre.

## Nell'arte

### Cinematografia
- The Story of the Kelly Gang, regia di Charles Tait (1906)
- I fratelli Kelly (Ned Kelly), regia di Tony Richardson (1970)
- Ned Kelly, regia di Gregor Jordan (2003)
- The Kelly Gang (True History of the Kelly Gang), regia di Justin Kurzel (2019)

### Letteratura
- La ballata di Ned Kelly, romanzo di Peter Carey.
- Il settimanale Topolino n. 1310, pubblicato il 4 gennaio 1981, si apre con la storia intitolata "Zio Paperone e il fatidico anniversario", nella quale viene introdotto un compagno d'avventure australiano di Paperon de' Paperoni: Ned Kelly, personaggio chiaramente ispirato all'omonima figura storica[3].

### Musica
- Viene citato nel 2018 nel brano Ned Kelly, traccia dell'album Tree - Roots & Crown del rapper italiano Mezzosangue.